# Diana Budisavljević
Diana Budisavljević (de soltera Obexer; 15 de enero de 1891-20 de agosto de 1978) fue una humanitaria austriaca que dirigió una importante labor de ayuda en Yugoslavia durante la Segunda Guerra Mundial. A partir de octubre de 1941, por iniciativa suya y con la participación de muchos colaboradores, organizó y prestó asistencia a mujeres y niños, en su mayoría ortodoxos serbios, detenidos en los campos de la Ustacha en el Estado Independiente de Croacia, un estado títere nazi establecido en la Yugoslavia ocupada. La operación, conocida como "Acción Diana Budisavljević", consiguió salvar a unos 10 000 niños. Budisavljević describió el curso de la Acción en un diario, empezando por el 23 de octubre de 1941 y la entrada final del 7 de febrero de 1947. El diario se publicó en croata en 2003. Después de que su historia se diera a conocer mejor en 2012, recibió un importante reconocimiento póstumo.

## Primeros años
Nacida en Innsbruck, Diana Obexer se casó en 1917 con Julije Budisavljević, que por aquel entonces trabajaba como asistente en la clínica quirúrgica de Innsbruck. En 1919, la pareja se había trasladado a Zagreb, que entonces formaba parte del Reino de los Serbios, Croatas y Eslovenos. Julije Budisavljević era un étnico, conocido por fundar la clínica quirúrgica de la Facultad de Medicina de la Universidad de Zagreb.

## Segunda Guerra Mundial
Durante la Segunda Guerra Mundial, Yugoslavia fue invadida por las fuerzas del Eje en abril de 1941 y el Estado Independiente de Croacia, aliado de los nazis, inició una campaña genocida contra los serbios, los judíos y el gitano, estableciendo numerosos campos de concentración en Croacia. Tras enterarse de la existencia de niños retenidos en el campo de Lobor-Grad, en octubre de 1941, junto con varios colaboradores, en particular Marko Vidaković y Đuro Vukosavljević, lanzó una campaña de ayuda denominada "Acción Diana Budisavljević". La Acción se ocupó de los niños serbios, principalmente, pero también de las mujeres recluidas en diversos campos de concentración, incluido el campos de exterminio de Jasenovac.
Con la ayuda de la comunidad judía local de Zagreb, que tenía permiso para apoyar a los internos del campo, su equipo envió suministros de alimentos, medicinas, ropa y también dinero, primero a Lobor-Grad y después al campo de Gornja Rijeka y al campo de Đakovo. Su equipo también ayudó a los miembros de la Cruz Roja Croata en la estación principal de ferrocarril de Zagreb, proporcionando suministros de viaje a los trabajadores de los trenes que paraban allí de camino a realizar trabajos forzados en la Alemania. -algunos de esos hombres, mujeres y niños regresaron a Zagreb después de haber sido detenidos en Maribor y Linz y no se les permitió seguir viajando debido a su enfermedad- fueron atendidos por la Cruz Roja y la Acción. Durante ese trabajo, en marzo de 1942, Budisavljević conoció a la enfermera jefe, Dragica Habazin, que se convirtió en una estrecha colaboradora en los meses y años siguientes en la ayuda a los internos de varios campos que fueron reubicados en Zagreb y otros lugares.
A principios de julio de 1942, con la ayuda del oficial alemán Gustav von Koczian, obtuvo un permiso por escrito para llevarse a los niños del campo de concentración de Stara Gradiška. Con la ayuda del Ministerio de Asuntos Sociales, especialmente del prof. Kamilo Bresler, pudo trasladar a los niños internos del campo a Zagreb, Jastrebarsko y más tarde también a Sisak.
Después de los esfuerzos de rescate en Stara Gradiška, Budisavljević, con el uniforme de enfermera de la Cruz Roja, participó en el transporte de niños desde Mlaka, Jablanac y Košutarica. Más de 6.000 niños habían sido trasladados de esos campos en julio y agosto de 1942. Tras obtener el permiso en agosto de 1942 para trasladar a los niños de las instituciones de Zagreb al cuidado de familias, ella y Kamilo Bresler colaboraron con la rama de Arquidiócesis de Zagreb de la Caritas y de ese modo hicieron posible que varios miles de niños fueran colocados con familias en Zagreb y en comunidades rurales.
Según la Corrección del Informe de Marko Vidakovic de mayo de 1945, Budisavljević afirmó que la Acción logró salvar a unos 10 000 niños de los campos de concentración. A petición de Kamilo Bresler, en agosto de 1942, ella e Ivanka Džakula, junto con otros colaboradores, empezaron a recopilar información de los expedientes de los niños, basándose en las listas de transporte y en fuentes de diversas instituciones que llevaban sus propias listas. Al final de la guerra los archivos contenían información de aproximadamente 12 000 niños. Tras una solicitud firmada el 28 de mayo de 1945 por la funcionaria del República Socialista de Croacia Tatjana Marinić, en aquel momento jefa del Ministerio de Asuntos Sociales, Budisavljević entregó los ficheros de tarjetas. No se sabe dónde están ahora y si se conservan o no.

## Últimos años
Budisavljević fue casi olvidada después de la guerra, durante décadas rara vez se la mencionó públicamente o no se la mencionó en absoluto, y si se la mencionó entonces se la describió en un papel no acorde con su importancia real, porque las autoridades de la posguerra no la veían con buenos ojos. Vivió en Zagreb con su marido hasta 1972, cuando se trasladaron de nuevo a Innsbruck. Murió el 20 de agosto de 1978, a los 87 años.

## Legado

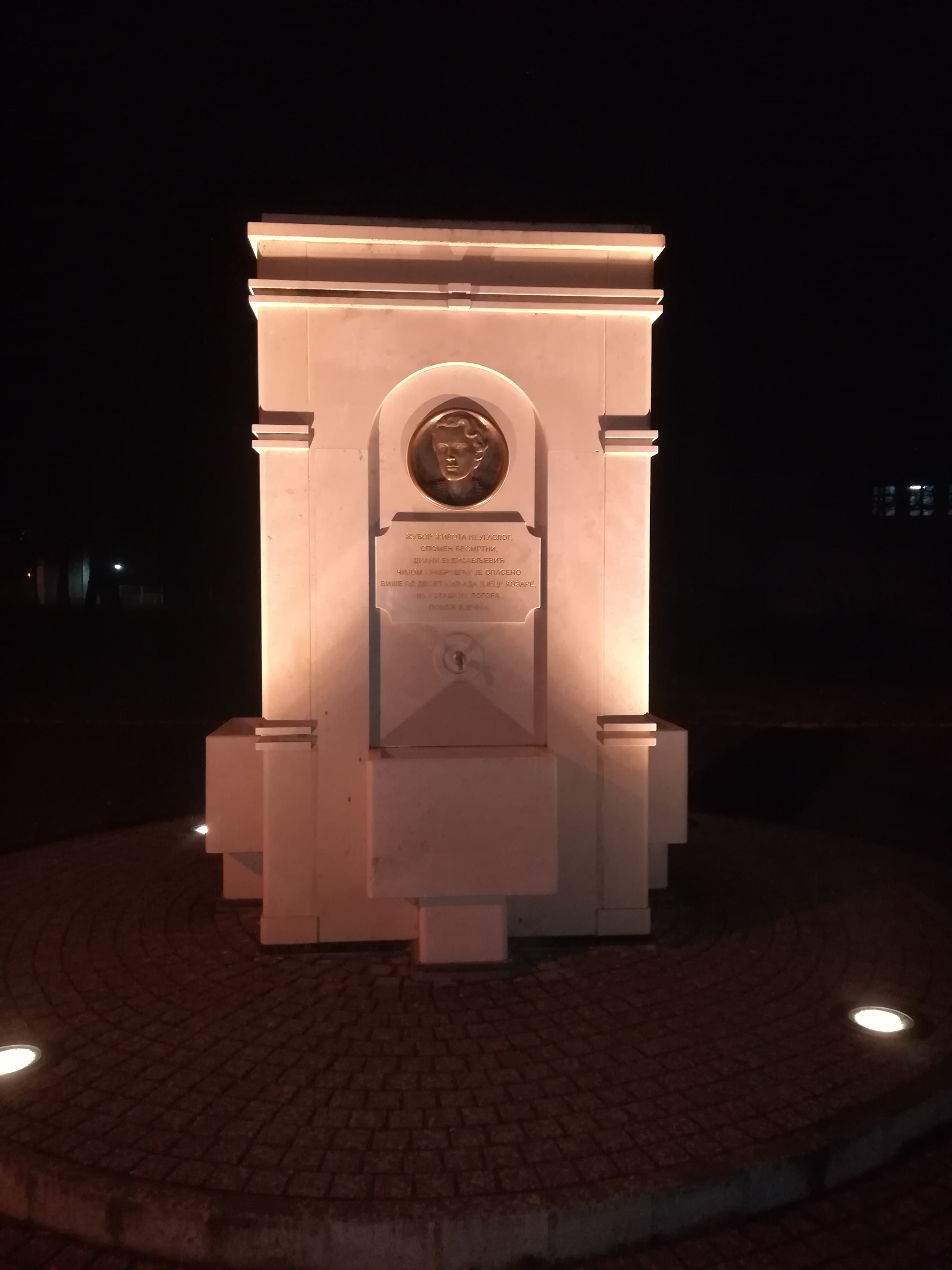
Fuente conmemorativa de Diana Budisavljević en Gradiška.

El 15 de febrero de 2012, en el Día de la Independencia del Estado, el presidente de la República Boris Tadić condecoró a Diana Budisavljević a título póstumo con la Medalla de Oro de Miloš Obilić por su valor y heroísmo personal.
En octubre de 2013, el patriarca serbio Irinej concedió a Diana Budisavljević, a título póstumo, la alta distinción de la Iglesia ortodoxa de Serbia, la orden de la emperatriz Milica.
Desde mayo de 2012, un parque en el distrito de Dubrava de Zagreb lleva el nombre de Parque Diane Budisavljević. Calles de Belgrado, Kozarska Dubica y Gradiška han sido bautizadas con el nombre de Diana Budisavljević, y en 2015 hubo una iniciativa para hacerlo también en Banja Luka. En octubre de 2017, una zona del parque de Sisak con una placa conmemorativa de los niños que habían sido heridos en el campo de concentración local ha sido nombrada Parque Diane Budisavljević. En septiembre de 2018, la representación del distrito local de Donaustadt (Viena), decidió nombrar un pasaje local Diana Budisavljevic Gasse.

### Representación en los medios de comunicación
En 2003, los Archivos Estatales de Croacia publicaron el diario de guerra de Budisavljević, traducido del alemán al croata por Silvija Szabo. Silvija Szabo es nieta de Budisavljević y profesora jubilada de la Facultad de Humanidades y Ciencias Sociales de la Universidad de Zagreb, que en 2005 declaró haber leído un Vjesnik, folletín de abril de 1983 que había descrito a Diana Budisavljević como una mera activista del Partido Comunista dentro de la Cruz Roja. Ella sabía que esa no había sido la verdad, así que decidió leer el diario de Budisavljević para conocer todo el alcance de los hechos de su abuela.
Un estudio de producción cinematográfica de Zagreb, Hulahop, produjo un documental sobre Diana Budisavljević, titulado Dianina lista, y producido por Dana Budisavljević y Miljenka Čogelja. El documental ganó el premio del Taller de Productores Europeos de la EAVE en el Foro When East Meets West, celebrado en enero de 2012 en Trieste. Uno de los autores es un pariente lejano del marido de Diana Budisavljević, y sin embargo no había oído hablar de su heroísmo hasta que vio un documental de 2009 sobre Zagreb en la Segunda Guerra Mundial.
Un largometraje El diario de Diana B. se estrenó en el Festival de Cine de Pula en 2019, y ganó numerosos premios Golden Arena.